# Bromley and Chislehurst (circonscription du Parlement britannique)
Circonscription parlementaire de la Chambre des communes
La circonscription de Bromley et Chislehurst est une circonscription électorale anglaise située dans le Grand Londres, et représentée à la Chambre des communes du Parlement britannique depuis 2006 par Bob Neill du Parti conservateur.

## Géographie
La circonscription comprend :
- La partie centre-nord du borough londonien de Bromley

## Députés
Les Members of Parliament (MPs) de la circonscription sont :
| Législature                                                  | Années       | Député    | Député     | Parti        |
| ------------------------------------------------------------ | ------------ | --------- | ---------- | ------------ |
| Bromley and Chislehurst issue de Ravensbourne et Chislehurst |              |           |            |              |
| 52e                                                          | 1997–1997    |           | Eric Forth | Conservateur |
| 53e                                                          | 2001–2005    |           | Eric Forth | Conservateur |
| 54e                                                          | 2005–2006    |           | Eric Forth | Conservateur |
| 54e                                                          | 2006-2010    | Bob Neill |            | Conservateur |
| 55e                                                          | 2010–2015    | Bob Neill |            | Conservateur |
| 56e                                                          | 2015–2017    | Bob Neill |            | Conservateur |
| 57e                                                          | 2017–2019    | Bob Neill |            | Conservateur |
| 58e                                                          | 2019–Présent | Bob Neill |            | Conservateur |

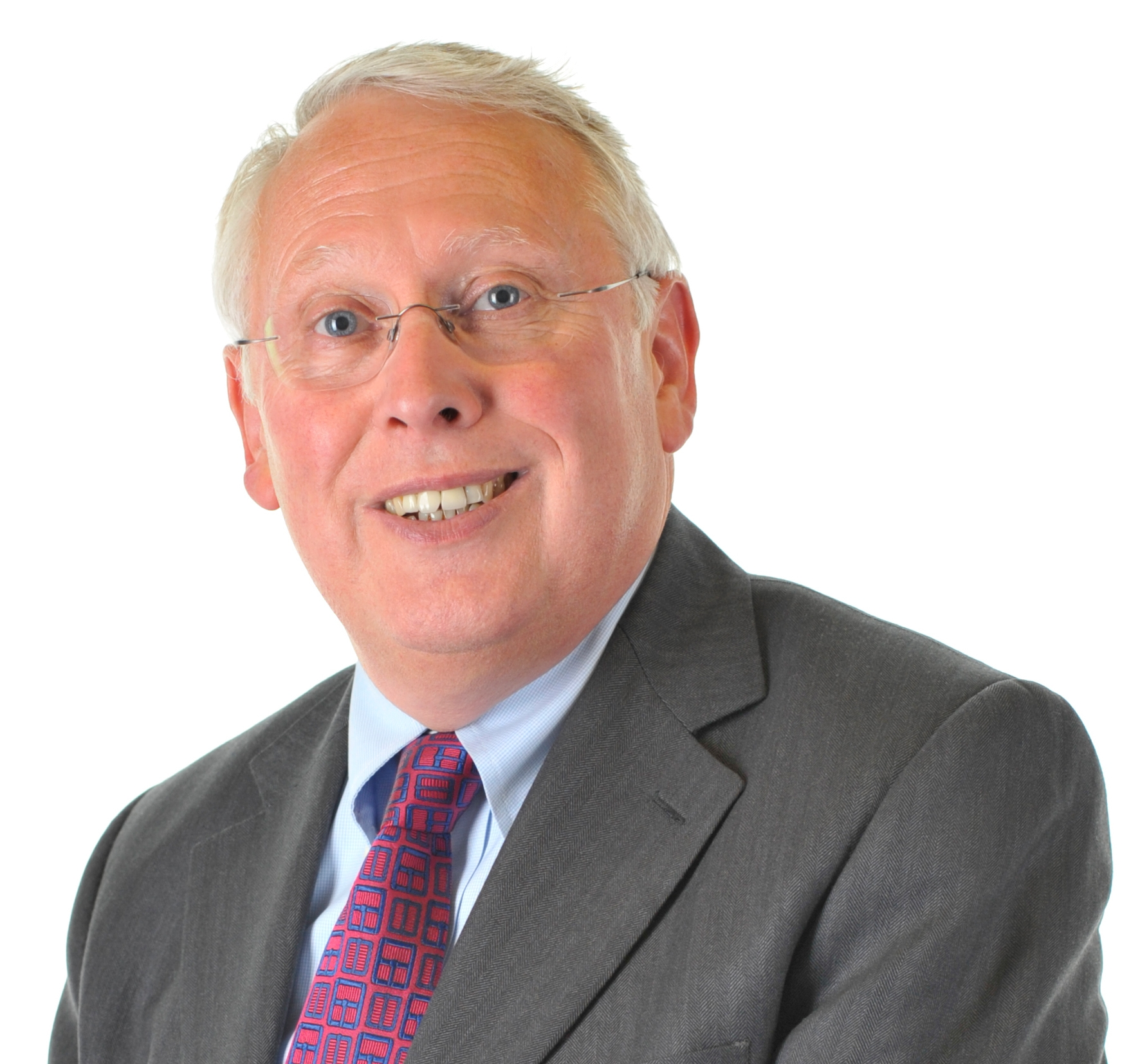
Bob Neill (2006-Présent)